# 벤저민지험프리스브리지

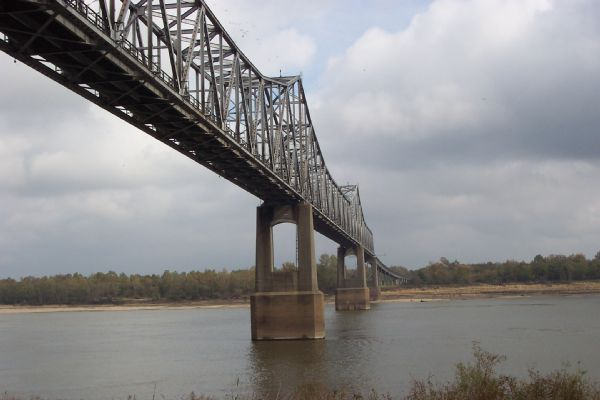

벤저민 G. 험프리스 브리지(Benjamin G. Humphreys Bridge)는 국도 제82호선, 국도 제278호선을 수송하는 트러스교이다. 미시시피강을 가로지르며 아칸소주 레이크빌리지와 미시시피주 그린빌을 연결한다. 2개의 타운을 연결하는 최초의 다리이다. 이 다리의 이름은 그린빌 출신의 미국의 정치인 벤저민 G. 험프리스 2세의 이름을 따라 지어졌다.
총 길이는 3,035미터, 폭은 7미터이다. 1940년 10월 4일 오픈했으며, 2010년 8월 4일 그린빌 브리지가 건설되어 대체되었고, 2012년 9월 폐쇄되었다.